# Harry Liedtke
Harry Liedtke (12 de octubre de 1882 – 28 de abril de 1945) fue un actor teatral y cinematográfico de nacionalidad alemana, activo en la época del cine mudo.

## Biografía
Liedtke nació en la actual Kaliningrado, en aquel momento Königsberg y parte de Alemania. Su padre era un comerciante padre de doce hijos, siendo Liedtke el séptimo de ellos. Tras fallecer su padre en 1896, se crio en un orfanato y se preparó para obtener un título de comerciante al por menor. Por casualidad conoció a Hans Oberländer, un director teatral de Berlín, gracias al cual empezó a tomar clases de teatro, consiguiendo su primer compromiso en el Teatro Municipal de Freiberg. En 1908 actuó en el New German Theatre de Nueva York, y en 1909 en el Deutsches Theater de Berlín. Más adelante también trabajó en el Nationaltheater de Mannheim y en el Königsstädtisches Theater de Berlín.
En 1912 Liedtke actuó por vez primera en un film mudo, Zu spät, encarnando usualmente a partir de entonces a jóvenes y caballeros encantadores. En 1916 empezó a interpretar papeles de mayor relieve, principalmente en producciones poliiacas y en comedias. Con Ernst Lubitsch rodó películas como Das fidele Gefängnis (1917), Die Augen der Mumie Ma (1918), Carmen (1918), Die Austernprinzessin (1919), Madame Dubarry (1919), Sumurun (1920) y Das Weib des Pharao (1921). También participó en diversas producciones criminales escritas por Joe May. Liedtke fue un popular actor de los años 1920, y compañero de Marlene Dietrich en Ich küsse Ihre Hand, Madame (1929).
Liedtke consiguió menos éxito en el cine sonoro, probablemente debido a su edad ya avanzada. Aun así, fue el protagonista en las cintas Sophienlund (1943, de Heinz Rühmann) y Das Konzert (1944, de Paul Verhoeven).
Su primera mujer fue Hanne Schutt, y desde 1920 hasta 1928 Liedtke estuvo casado con la actriz Käthe Dorsch. Harry Liedtke falleció el 28 de abril de 1945, junto a su tercera esposa, la actriz Christa Tordy, al ser asesinados por soldados del Ejército Rojo en su casa en Bad Saarow, al este de Berlín. Uno de los rusos le golpeó la cabeza con una botella cuando intentaba salvar de la violación a su esposa.

## Filmografía
| - Zu spät, de Carl Froelich (1912) - Eva, de Curt A. Stark (1913) - Der wankende Glaube, de Curt A. Stark (1913) - Schuldig, de Hans Oberländer (1914) - Er soll dein Herr sein oder - In der eigenen Schlinge gefangen, de Rudolf Del Zopp (1915) - Der Krieg brachte Frieden (1915) - Die Tat von damals, de William Kahn (1915) - Die bleiche Renate (1916) - Der Amateur, de Ernst Reicher (1916) - Das Bild der Ahnfrau, de Hubert Moest (1916) - Arme Eva Maria, de Joe May (1916) - Wie ich Detektiv wurde, de Joe May (1916) - Leutnant auf Befehl, de Danny Kaden (1916) - Lulu, de Alexander Antalffy (1917) - Die Hochzeit im Excentricclub, de Joe May (1917) - Das Geheimnis der leeren Wasserflasche, de Joe May (1917) - Das fidele Gefängnis, de Ernst Lubitsch (1917) - Prima Vera, de Paul Leni (1917) - Dornröschen, de Paul Leni (1917) - Die blaue Mauritius, de Viggo Larsen (1918) - Das Rätsel von Bangalor, de Alexander Antalffy y Paul Leni (1918) - Der Rodelkavalier, de Ernst Lubitsch (1918) - Das Opfer, de Joe May (1918) - Der Flieger von Goerz, de Georg Jacoby (1918) - Die Augen der Mumie Ma, de Ernst Lubitsch (1918) - Der gelbe Schein, de Paul L. Stein, Eugen Illés y Victor Janson (1918) - Das Mädel vom Ballet, de Ernst Lubitsch (1918) - Carmen, de Ernst Lubitsch (1918) - The Last Payment, de Georg Jacoby (1919) - Retter der Menschheit, de Franz Mehlitz y Carl Neisser (1919) - Rebellenliebe, de Karl Heiland (1919) - Im Schatten des Geldes, de Paul L. Stein (1919) - Der Tempelräuber, de Karl Heiland (1919) - Irrungen, de Rudolf Biebrach (1919) - Moral und Sinnlichkeit, de Georg Jacoby (1919) - Die Austernprinzessin, de Ernst Lubitsch (1919) - Kreuzigt sie!, de Georg Jacoby (1919) - Die Tochter des Mehemed, de Alfred Halm (1919) - Vendetta, de Georg Jacoby (1919) - Madame du Barry, de Ernst Lubitsch (1919) - Komtesse Doddy, de Georg Jacoby (1919) - So ein Mädel, de Urban Gad (1920) - Die Tänzerin Barberina, de Carl Boese (1920) - Indische Rache, de Georg Jacoby y Léo Lasko (1920) - Das einsame Wrack, de Karl Heiland (1920) - Der Schauspieler der Herzogin, de Paul L. Stein (1920) - Der Gefangene, de Carl Heinz Wolff (1920) - Sumurun, de Ernst Lubitsch (1920) - Mein Mann - Der Nachtredakteur - Der Mann ohne Namen - 1. Der Millionendieb - Der Mann ohne Namen - 2. Der Kaiser der Sahara - Der Mann ohne Namen - 4. Die goldene Flut - Der Mann ohne Namen - 5. Der Mann mit den eisernen Nerven - Der Mann ohne Namen - 6. Der Sprung über den Schatten - Der Mann ohne Namen - 7. Gelbe Bestien - Die Sünden der Mutter - Das Weib des Pharao, de Ernst Lubitsch (1921) - Der Seeteufel, 1. Teil - Der Seeteufel, 2. Teil - Die Fledermaus, de Max Mack (1923) - So sind die Männer, de Georg Jacoby (1923) - Die Liebe einer Königin - Der Kaufmann von Venedig - Die Finanzen des Großherzogs, de Friedrich Wilhelm Murnau (1924) - Nanon - Die Hermannschlacht - Ein Traum vom Glück - Orient - Die Tochter der Wüste - Muß die Frau Mutter werden?, de Georg Jacoby y Hans Otto (1924) | - Die Puppenkönigin, de Gennaro Righelli (1925) - Die Insel der Träume, de Paul L. Stein (1925) - Um Recht und Ehre, de Richard Löwenbein (1925) - Liebe und Trompetenblasen, de Richard Eichberg (1925) - Gräfin Mariza - Die Frau für 24 Stunden - Der Mann ohne Schlaf - Der Abenteurer - Die Försterchristel, de Frederic Zelnik (1926) - Die Wiskottens - An der schönen blauen Donau, de Frederic Zelnik (1926) - Der Veilchenfresser - Kreuzzug des Weibes - Der Feldherrnhügel - Das Mädel auf der Schaukel - Die Welt will belogen sein - Die lachende Grille - Madame wünscht keine Kinder, de Alexander Korda (1926) - Nixchen - Eine tolle Nacht - Faschingszauber - Die Geliebte - Der Soldat der Marie - Durchlaucht Radieschen - The Queen Was in the Parlour - Regine, die Tragödie einer Frau - Das Fürstenkind - Das Heiratsnest - Die rollende Kugel - Ein Mädel aus dem Volke - Das Schicksal einer Nacht - Wochenendzauber - Der Bettelstudent, de Jacob Fleck y Luise Fleck (1927) - Die Spielerin - Dragonerliebchen - Amor auf Ski - Robert und Bertram - Mein Freund Harry - Das Spiel mit der Liebe - Der moderne Casanova - Der Faschingsprinz - Der Herzensphotograph - Ich küsse Ihre Hand, Madame, de Robert Land (1928) - Die Zirkusprinzessin - Der Held aller Mädchensträume - Der lustige Witwer, de Robert Land (1929) - Großstadtjugend - Der schwarze Domino - Vater und Sohn - Die Konkurrenz platzt - Der Erzieher meiner Tochter'', de Géza von Bolváry (1930) - Donauwalzer - Delikatessen, de Géza von Bolváry (1930) - O Mädchen, mein Mädchen, wie lieb' ich Dich! - Der Korvettenkapitän - Der keusche Josef, de Georg Jacoby (1930) - Der Liebesarzt, de Erich Schönfelder (1931) - Nie wieder Liebe, de Anatole Litvak (1931) - Liebe in Uniform - Wenn am Sonntagabend die Dorfmusik spielt, de Charles Klein (1933) - Der Page vom Dalmasse-Hotel - Zwischen zwei Herzen - Liebensleute'', de Erich Waschneck (1935) - Stadt Anatol, de Viktor Tourjansky (1936) - Gefährliches Spiel - Preußische Liebesgeschichte, de Paul Martin (1938) - Quax, der Bruchpilot, de Kurt Hoffmann (1941) - Sophienlund - Der Majoratsherr - Das Konzert |